# Marestella Sunang
Marestella Torres (née Torres, le 20 février 1981) est une athlète philippine, spécialiste du saut en longueur.

## Biographie
En novembre 2011, Marestella Torres réalise 6,71 m lors des Jeux d'Asie du Sud-Est. Cette marque constitue un minima B qualificatif pour les Jeux olympiques de 2012.

## Palmarès
| Date | Compétition              | Lieu              | Résultat | Marque |
| ---- | ------------------------ | ----------------- | -------- | ------ |
| 2002 | Championnats d'Asie      | Colombo           | 3e       | 6,40 m |
| 2003 | Championnats d'Asie      | Manille           | 4e       | 6,34 m |
| 2005 | Jeux d'Asie du Sud-Est   | Manille           | 1re      | 6,47 m |
| 2005 | Championnats d'Asie      | Incheon           | 2e       | 6,63 m |
| 2007 | Jeux d'Asie du Sud-Est   | Nakhon Ratchasima | 1re      | 6,31 m |
| 2009 | Jeux d'Asie du Sud-Est   | Vientiane         | 1re      | 6,68 m |
| 2009 | Championnats d'Asie      | Canton            | 1re      | 6,51 m |
| 2010 | Jeux asiatiques          | Canton            | 4e       | 6,49 m |
| 2011 | Jeux d'Asie du Sud-Est   | Palembang         | 1re      | 6,71 m |
| 2011 | Championnats d'Asie      | Kōbe              | 5e       | 6,34 m |
| 2015 | Jeux d'Asie du Sud-Est   | Singapour         | 3e       | 6,41 m |
| 2017 | Championnats d'Asie      | Bhubaneswar       | 5e       | 6,20 m |
| 2017 | Jeux d'Asie du Sud-Est   | Kuala Lumpur      | 3e       | 6,45 m |
| 2017 | Jeux asiatiques en salle | Achgabat          | 5e       | 5,97 m |
| 2018 | Jeux asiatiques          | Jakarta           | 10e      | 6,14 m |

## Records
| Épreuve          | Épreuve      | Performance | Lieu   | Date           |
| ---------------- | ------------ | ----------- | ------ | -------------- |
| Saut en longueur | En plein air | 6,72 m      | Almaty | 4 juillet 2016 |
| Saut en longueur | En salle     | 6,06 m      | Doha   | 13 mars 2010   |